# HD 137509
HD 137509 är en ensam stjärna belägen i den norra delen av stjärnbilden Paradisfågeln, som också har variabelbeteckningen NN Apodis. Den har en skenbar magnitud av ca 6,87 och kräver åtminstone en handkikare för att kunna observeras. Baserat på parallaxmätning inom Hipparcosuppdraget på ca 5,1 mas, beräknas den befinna sig på ett avstånd på ca 640 ljusår (ca 200 parsek) från solen. Den rör sig bort från solen med en heliocentrisk radialhastighet på ca 0,5 km/s.

## Egenskaper
HD 137509 är en blå till vit stjärna i huvudserien av spektralklass B9 p (SiCrFe). Den har en radie som är ca 1,1 solradier och har ca 123 gånger solens utstrålning av energi från dess fotosfär vid en effektiv temperatur av ca 12 800 K. Stjärnan har ett av de starkaste magnetfält som uppmätts för en kemiskt speciell stjärna.